# Dodomeki

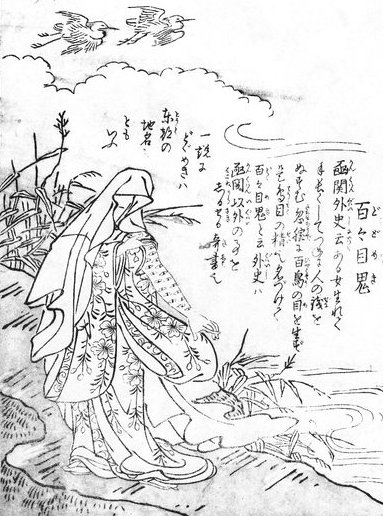
Dodomeki dal Konjaku gazu zoku hyakki di Toriyama Sekien.

Una dodomeki (百々目鬼?) è uno yōkai giapponese che prende la forma di una donna con lunghe braccia ricoperte di centinaia di occhi di uccelli.Viene chiamata anche todomeki. 

## Aspetto
Le Dodomeki sono descritte per la prima volta nel XVIII secolo dallo studioso Toriyama Sekien. Le loro lunghe braccia sono allegorie della loro tendenza a rubare e gli occhi sugli arti sono un riferimento ai dōsen, una moneta bucata conosciuta volgarmente come chōmoku (occhio d'uccello). 

## Leggende

### Scontro con Fujiwara no Hidesato
Durante il Periodo Heian, un Kuge (consigliere della nobiltà) chiamato Fujiwara no Hidesato venne dichiarato Kokushi della Provincia di Shimotsuke dopo aver sconfitto il ribelle Taira no Masakado. Durante una battuta di caccia nel suo nuovo feudo, incontrò un vecchio che lo avvertì della presenza di un demone che risiedeva nel cimitero vicino. Hidesato decise di dirigersi nel luogo indicato e di aspettare il tramonto per vedere lo spirito. Quando si palesò la dodomeki, il nobile scaglio una freccia nel suo occhio più luminoso, facendo fuggire la creatura verso il monte Myōjin. Hidesato tentò di finire lo yōkai, ma questi sparse fiamme dal suo corpo e gas velenosi dalla bocca, facendo desistere il suo inseguitore. Quando egli tornò al sito dello scontro il mattino seguente, trovò solamente i segni di un grande incendio e nessuna traccia della creatura.

### Incontro con il sacerdote Chitoku
Nel pieno del Periodo Muromachi, un monaco di nome Chitoku fu chiamato per investigare su degli strani incendi nella zona del monte Myōjin. Durante i suoi sermoni, notò una donna velata nei pressi del tempio, donna che scoprì essere la stessa Dodomeki di 400 anni prima tornata sul sito della vecchia battaglia per riassumere le sue energie. Lo yōkai cercò di scacciare il monaco dal tempio con continui incendi, ma Chitoku rimase inamovibile nelle sue preghiere, cosa che impressionò a tal punto il demone da fargli promettere di abbandonare il luogo e non commettere ai più azioni malvagie.